# Aleiodes gracilipes
Aleiodes gracilipes är en stekelart som först beskrevs av Telenga 1941.  Aleiodes gracilipes ingår i släktet Aleiodes och familjen bracksteklar. Inga underarter finns listade i Catalogue of Life.